# Masakatsu Miyamoto
Masakatsu Miyamoto (Prefectura d'Ibaraki, Japó, 4 de juliol de 1938 - 7 de maig de 2002), és un exfutbolista japonès.

## Selecció japonesa
Masakatsu Miyamoto va disputar 44 partits amb la selecció japonesa.